# L·O·V·E·L·Y ~Yumemiru LOVELY BOY~
«L·O·V·E·L·Y ~Yumemiru LOVELY BOY~» es el séptimo sencillo de Tommy February6, alterego de Tomoko Kawase. La canción alcanzó el puesto n.º 14 en las listas Oricon.
El sencillo, lanzado el 14 de julio de 2004 por DefSTAR Records, fue utilizado en la séptima película de Pokémon, mientras que "I Only Lovely Lovely Boy" fue utilizado como tema de apertura del programa de la TBS Hanamaru Market.

## Lista de canciones
1. L•O•V•E•L•Y ~Yumemiru LOVELY BOY~ (夢見るLOVELY BOY?)
2. I ONLY WANT TO BE WITH YOU
3. L•O•V•E•L•Y ~Yumemiru LOVELY BOY~ (Pikachu to Issho ★ Version da yo!) (エル・オー・ヴィー・イー・エル・ワイ ~ゆめみるラヴリーボーイ~(ピカチュウといっしょ★ヴァージョンだよ!)?)
4. L•O•V•E•L•Y ~Yumemiru LOVELY BOY~ (夢見るLOVELY BOY?) (Original Instrumental)